# Hodejovec
Hodejovec es un municipio situado en el distrito de Rimavská Sobota, en la región de Banská Bystrica, Eslovaquia. Tiene una población estimada, en agosto de 2024, de 157 habitantes.
Está ubicado en la cuenca hidrográfica del río Sajó —un afluente derecho del río Tisza— y cerca de la frontera con Hungría.

## Demografía
| Año        | 1994 | 2004    | 2014    | 2024     |
| ---------- | ---- | ------- | ------- | -------- |
| Población  | 206  | 196     | 197     | 157      |
| Diferencia |      | −4,85 % | +0,51 % | −20,30 % |

| Año        | 2023 | 2024    |
| ---------- | ---- | ------- |
| Población  | 158  | 157     |
| Diferencia |      | −0,63 % |